# Леприкон 2
Леприкон 2 (енгл. Leprechaun 2) је амерички хорор филм из 1994. године, режисера Родмана Флендера, наставак Леприкона са Ворвиком Дејвисом, Шевон Дуркин и Чарлијем Хитом у главним улогама. 
Џенифер Анистон се није вратила у улогу Тори Рединг, финалне девојке, из првог филма, што је свакако допринело губитку популарности серијала. Филм је остварио нижу зараду и добио слабије оцене критичара у односу на свог претходника. 
Од ликова из првог филма, једино се Ворвик Дејвис вратио у улогу Леприкона, коме у овом филму слабост није детелина са четири листа, већ олово.

## Радња
Леприкон на сваких 1000 година има прилику да се ожени. Када 994. године пропусти ту прилику због свог слуге, Вилијама Одеја, пре него што га убије закуне се да ће за 1000 година оженити неку његову пра-праунуку. Он годинама прати Одејове потомке, да би коначно дошао до девојке по имену Бриџет Калум, коју одређује за своју будућу невесту. На путу ће му се наћи Бриџетин дечко, Коди и његов стриц Морти.

## Улоге
| Глумац          | Улога            |
| --------------- | ---------------- |
| Ворвик Дејвис   | Леприкон         |
| Шевон Дуркин    | Бриџет Калум     |
| Чарли Хит       | Коди Ингалс      |
| Санди Барон     | Морти Ингалс     |
| Адам Биск       | Ијан             |
| Линда Хопкинс   | жена испред куће |
| Артуро Жил      | пијаница у пабу  |
| Тони Кокс       | црни Леприкон    |
| Кими Робертсон  | туристкиња       |
| Клинт Хауард    | туриста          |
| Били Бек        | бескућник        |
| Марк Кили       | Тим Стрир        |
| Ал Вајт         | поручник Кели    |
| Марта Хакет     | детектив         |
| Мајкл Макдоналд | конобар          |
| Ворен Стивенс   | Вигинс           |
| Џејмс Ланкестер | Вилијам Одеј     |